# Музей історії міста Болехова імені Романа Скворія
Музей історії міста Болехова імені Романа Скворія — один із музеїв міста Болехів.

## Опис музею
Заснований 28 листопада 1967 року краєзнавцем Романом Теодоровичем Скворієм.
Організація музею почалася з підготовки до 40-річчя від дня смерті Наталії Кобринської, що припадало на січень 1960 року. Перший осередок музею, краєзнавчу кімнату було відкрито при бібліотеці в 1964 році.
В 1970 році музей здобув звання народного. Про краєзнавчу роботу музею з'явилися публікації газеті «Літературна Україна», в «Українському історичному журналі», журналі «Українська мова і література в школі», в районній та місцевій пресі.
В 1987 році було прийнято рішення про переорієнтацію краєзнавчого музею в музей історії міста.
Музей набув певної популярності, про що свідчили факти нових унікальних надходжень для експозиції.
Зі Стрия було передано ноти, написані рукою Теофіла Кобринського на емігрантську пісню, з власним штампом Наталії Кобринської. Було одержано фрагменти рукописних богослужбових книг XVII ст. з монастиря і церкви с. Довжки, а також цикл фотографій з періоду перебування в Болехові українського скульптора Михайла Черешньовського (1939—1944), митрополита Андрея Шептицького (1909 р.). 
14 квітня 1999 року за наказом Управління культури Івано-Франківської облдержадміністрації музей став державним. 

### Експозиція
Музей розміщено у шести залах.
Експозиція складається з таких розділів:
- «Історія міста Болехова»;
- «Бойківська світлиця»;
- «Розвиток промисловості, освіти і культури в 20-30-х роках ХХ ст.»;
- «Друга світова війна, жертви фашистської і більшовицької окупації»;
- «Національне і духовне відродження нашого краю»;
- «Боротьба українського народу за утвердження своєї державності».

У підвальному приміщенні музею міститься меморіал-катівня НКВС, що діяла протягом 1944—1947 років. На стінах підвалу збереглися автентичні написи ув'язнених того часу.
2005 рік було проголошено роком Наталії Кобринської в Болехові. 16 жовтня 2005 року відкрито нове приміщення з експозицією про відому галицьку письменницю, громадську діячку Наталію Кобринську, яке містить такі розділи:
- «Белелуя»;
- «Болехів у часи Наталії Кобринської»;
- «Наталія Кобринська в колі сучасників»;
- «Меморіальний куток»;
- «Болехів вшановує пам'ять про письменницю»;
- «Наталія Кобринська та Січове стрілецтво»;
- «Наталія Кобринська та Іван Франко».

## Пошанування засновника музею

Меморіальна дошка на будинку бібліотеки.

З нагоди 70-річчя від дня народження засновника музею Романа Скворія та до 30-річчя музею встановили меморіальну дошку на будинку бібліотеки, де він тривалий час працював.
За рішенням 11 сесії Болехівської міської ради від 7 лютого 2007 року «Про вшанування пам'яті Романа Скворія» музеєві історії міста Болехова присвоєно ім'я його засновника.
Працівники музею проводять оглядові і тематичні екскурсії, літературні години і консультації, уроки краєзнавства і народознавства, виставки, конференції.

## Практична інформація
вул. Січових Стрільців, 9,
м. Болехів, 77202
Робочі дні: неділя — п'ятниця.
Вихідний: субота
Години роботи: з 8:00 до 17:00 год.; неділя: з 9:00 до 16:00 год.
Музей брав участь у проекті «Відкритий туризм: доступність відпочинку на Івано-Франківщині для осіб з особливими потребами».